# Виндавский уезд
Виндавский уезд (с 1920 — Ве́нтспилсский уезд; латыш. Ventspils apriņķis, нем. Kreis Windau) — бывшая административная единица Курляндской губернии (1819—1918), Латвийской Республики (1920—1940) и Латвийской ССР (1940/1944—1949). Уездный город — Виндава (Вентспилс).

## История
Уезд создан в 1819 году в результате территориально административной реформы. Виндавский уезд уезд состоял из 2 городов и 102 деревень.. До 1925 года включал себя 3238,4 км².
Упразднён после введения в Латвии районного деления в 1949 году.

## Население
По переписи 1897 года население уезда составляло 48 275 человек, в том числе в Виндаве — 7127 человек, заштатном городе Пилтен — 1509 человек.

### Национальный состав
Национальный состав по переписи 1897 года:
- латыши — 41 112 чел. (85,2 %),
- немцы — 3790 чел. (7,9 %),
- евреи — 1396 чел. (2,9 %),
- литовцы — 1333 чел. (2,8 %),
- русские, белорусы, украинцы — 328,
- поляки — 59,
- остальные — 257.

## Административное деление
В 1913 году в уезде было 11 волостей:
- Амт-Пильтенская (г. Пильтен),
- Дондангенская (мыз. Донданген),
- Зиргенская (мыз. Зирген),
- Зурская (мыз. Зурс),
- Попенская (мыз. Попен),
- Пуссенская (мыз. Пуссен),
- Ротгофская (мыз. Ротгоф),
- Угаленская (мыз. Угален),
- Устмайтенская (мыз. Усмайтен),
- Шлекская (мыз. Шлек),
- Эдваленская (мыз. Эдвален).